# 두호항 (포항시)
두호항은 경상북도 포항시 북구 두호동 1015-2번지 전면 해상에 위치한 소규모어항이다.
어선계류장과 요트계류장을 운영중이지만 방파제와 어항부지에 지번도 부여되지 않은 상태로 관리됨.